# Ábjek megye

Kazvin tartomány megyéinek elhelyezkedése

Ábjek megye (perzsául: شهرستان آبیک) Irán Kazvin tartománynak egyik megyéje az ország nyugati részén. Északon és északkeleten Kazvin megye, keleten Alborz tartomány, délnyugatról Buin-Zahrá megye, nyugatról, északnyugatról Alborz megye határolják. Székhelye a 47.000 fős Ábjek városa. Második legnagyobb városa a 3100 fős Khak-e Ali. A megye lakossága 89 334 fő. A megye két további kerületre oszlik: Központi kerület és Bászhárdzsát kerület.

## Fordítás
- Ez a szócikk részben vagy egészben  az   Abyek County című angol Wikipédia-szócikk ezen változatának fordításán alapul.  Az eredeti cikk szerkesztőit annak laptörténete sorolja fel. Ez a jelzés csupán a megfogalmazás eredetét és a szerzői jogokat jelzi, nem szolgál a cikkben szereplő információk forrásmegjelöléseként.